# Dawit Siradze
Dawit Siradze (gruz. დავით სირაძე) (ur. 21 października 1981 w Tbilisi) – piłkarz i reprezentant Gruzji. Grał m.in. Spartaku Nalczyk, Dinamo Tbilisi i Erzgebirge Aue.